# 浅野琳
浅野 琳（あさの りん、1996年1月2日 - ）は、日本の女優、モデル。
鹿児島県出身。オーピュア所属。

## 略歴
1996年、鹿児島県出身。
2015年と2017年の「ミス・ワールド・ジャパン」ファイナリストに選出。
2017年、アベベネクストに所属。同社解散後、2021年にオーピュアへ移籍。同年、第4回JFCAフォーマルウェアコンテスト、ミス・きもの美女グランプリを受賞。

## 人物
特技：ダンス全般、アクション、陸上（100メートル走、走高跳）、水泳、着物着付け、茶道（表千家）、乗馬。

## 出演

### ドラマ・映画
- 『世にも奇妙な物語 2014年 秋の特別編』
- NHKドラマ『ボクの妻と結婚してください。』
- Vシネマ『日本統一』23 - 宮里結衣 役
- NHK ちょい☆ドラ『鼻歌ダンス』
- 日本テレビ『ドロ刑』第1話 - 婦人警官 役
- テレビ東京『ハラスメントゲーム』 第2話 - 林まなみ 役
- 東海テレビ『絶対正義』 - 東奈美 役
- 日本テレビ『ザ!世界仰天ニュース』 野原遥さん - 役
- テレビ東京『しろめし修行僧』 第5話 - クミ 役
- テレビ東京『弁護士ソドム』 - パラリーガル 役

### CM
- CM「VISA カード 毎日の買い物に編」
- CM「レノアリセット リセットウーマン編」（2022年11月 - ）
- カラオケ DAM PVキャストメインダンサー出演

### コンテスト・ショー
- 2012年 鹿児島Raiseモデルオーディション 初代モデル部門グランプリ
- WBC 開幕戦 オープニング ダンサー
- 2021 日本フォーマルウェアコンテスト ミスきもの美女部門 グランプリ
- 2022 写真展「錆」開催（2022年5月6日 - 21日）
- 2022「TADASHI SHOJI」ファッションショーモデル出演
- 2022 第25回 ザ グランドインペリアルチャリティガラ バンケット ファッションショーモデル 出演
- 2022 エリザベッタフランキ「MIMI MAGIC DRESS」
- 2022「HONBIKE」ショー モデル
- 2022 東京国立博物館150周年記念公演 美Japonきものショー モデル&ダンスパフォーマー 出演
- BS NHKワールド 11月4日 20:00 - 20:40 特集放送
- NHKおはよう日本 11月19 6:00 放送
- Miss World 2015 日本 ファイナリスト
- Miss World 2017 日本 ファイナリスト